# Teddy Buckner
John Edward 'Teddy' Buckner (Sherman, 16 juli 1909 - Los Angeles, 22 september 1994) was een Amerikaanse jazz-trompettist. Hij speelde swing, dixieland en jump blues.
Buckner, verre familie van onder meer organist Milt Buckner, leerde als kind ukelele spelen, maar stapte later over op de trompet. Hij kreeg hierin les van Harold Scott, lid van de band van Louis Armstrong. Buckner werd sterk beïnvloed door Armstrong en speelde in zijn loopbaan vooral New Orleans-jazz op de manier van Armstrong.
Hij speelde al op jonge leeftijd in bands, onder meer bij Buddy Garcia. Begin jaren dertig werkte hij aan de Westkust, onder meer bij Sonny Clay in Los Angeles. In 1934 speelde hij lange tijd in het orkest van Buck Clayton in een ballroom in Shanghai. In 1936 werd hij lid van het orkest van Lionel Hampton en nam hier ook een tijd de leiding over. In de jaren veertig werkte hij onder meer bij Fats Waller en Benny Carter. Van 1949 tot 1954 was hij lid van de Creole Jazz Band van Kid Ory, waarmee hij ook opnames maakte. Daarna had hij van 1954 tot 1966 een eigen band. Eind jaren vijftig speelde hij kort met Sidney Bechet in Parijs en op enkele jazzfestivals. Vanaf halverwege de jaren zestig tot 1981 trad hij op met de traditionele jazzband in New orleans Square in Disneyland.
Naast de muziek had Buckner ook een bescheiden filmcarrière waarin hij doorgaans als jazz-muzikant optrad en soms ook speelde.

## Discografie(selectie)
- A Salute to Louis Armstrong, 1958
- On the Sunset Strip, 1960

## Filmografie (selectie)
- D.O.A., 1950
- Pete Kelly's Blues, 1955
- St.Louis Blues, 1958
- Imitation of Life, 1959
- Hush... Hush, Sweet Charlotte, 1964
- They Shoot Horses, Dont' They, 1969